# Mionès
Mionès o Mionessos (en llatí Myonnesus, en grec antic Μυόννησος o Μυόνησος) era un promontori de la costa de Jònia, al sud-oest de Lebedos, a la part nord de la badia d'Efes.
Aquest promontori el descriu Titus Livi, i el situa entre Samos i Teos, i diu que s'elevava a partir d'una base àmplia fins a un cim acabat en punta. Per la banda de terra s'hi accedia per un camí estret, i a la banda del mar estava rodejada per roques molt desgastades per les onades. Al promontori hi havia una petita ciutat anomenada també Mionessos. El seu nom posterior va ser Hypsilibounos. Plini el Vell parla d'una illa del mateix nom, que formava junt amb les d'Anthinae i Diarrheusa, el grup de les Pisistrati Insulae.
El lloc és famós per la victòria naval romana (la flota romana la va dirigir Luci Emili Regil) sobre Antíoc III el Gran, l'ant 190 aC.